# Laibacher Zeitung
Die Laibacher Zeitung war eine deutschsprachige Tageszeitung, die von 1783 bis 1918 in Laibach/Ljubljana erschien. 

## Geschichte
Die Laibacher Zeitung war das älteste und meistgelesene Nachrichtenblatt in Ljubljana. Ihr Vorgänger war der von 1770 bis 1783 in Klagenfurt von Alois Kleinmayr herausgegebene Wöchentliche Auszug von Zeitungen. Kleinmayr, der zunächst auch als Redakteur zuständig war, benannte dieses Blatt 1784 in Laibacher Zeitung um. Sie fungierte als öffentliches Amtsblatt, das öffentliche Mitteilungen wiedergab und Nachrichten aus den Wiener Amtsblättern übernahm. Nach kurzzeitiger Einstellung infolge der Gründung der französischen Illyrischen Provinzen wurde die Zeitung ab 1811 als deutschsprachige Ausgabe des Télégraphe officiel des Provinces Illyriennes zum Offiziellen Telegraph umbenannt. Nach Beendigung der französischen Besatzung erschien sie ab dem 19. Oktober 1813 als Vereinigte Laibacher Zeitung, ab 1821 wiederum als Laibacher Zeitung. Ab Mitte des 19. Jahrhunderts enthielt sie auch zunehmend politische, wirtschaftliche und kulturelle Nachrichten aus dem slowenischen Raum. Die Beilage Politisches Blatt sollte vor allem die Landbevölkerung erreichen, das Intelligenzblatt dagegen die gebildeten Bevölkerungsschichten. Eine besondere kulturelle Wirkung entfaltete die Literaturbeilage Illyrisches Blatt, in dem der slowenische Nationaldichter France Prešeren deutschsprachige Beiträge veröffentlichte. Infolge der Gründung der slowenischsprachigen Zeitung Kmetijske in rokodelske novice durch Janez Bleiweis im Jahr 1842 verlor die Laibacher Zeitung Teile ihrer slowenischen Leserschaft. Sie wurde schließlich zum Sprachrohr der deutschsprachigen Bevölkerung in der Region.